# Hanna Jankowska
Hanna Jankowska – polska tłumaczka z języka angielskiego, arabskiego i rosyjskiego.

## Życiorys
Ukończyła orientalistykę i studia podyplomowe w dziedzinie nauk politycznych na Uniwersytecie Warszawskim. Zajmowała się tłumaczeniem dla polskich i arabskich placówek dyplomatycznych w Trypolisie i Warszawie. Od 1995 roku skupiła się na przekładach książek i filmów. Tłumaczy współczesną prozę arabskojęzyczną, eseistykę, literaturę faktu oraz filmy dokumentalne z języka angielskiego oraz filmy fabularne i seriale z języka rosyjskiego. Jej tłumaczenia ukazały się m.in. nakładem Państwowego Instytutu Wydawniczego, Książki i Wiedzy, Świata Książki, Wydawnictwa W.A.B., Muzy, Wydawnictwa Czarne, czy Wydawnictwa Marginesy.
W 1997 roku jej tłumaczenie książki Zderzenia cywilizacji Samuela Huntingtona zostało wyróżnione nagrodą Stowarzyszenia Tłumaczy Polskich, a w 2022 roku jej przekład reportażu Pogrzebana. Życie, śmierć i rewolucja w Egipcie autorstwa Petera Hesslera znalazł się na krótkiej liście nominowanych do Nagrody im. Ryszarda Kapuścińskiego. W 2024 została nominowana do Nagrody im. Ireny Tuwim.
Jest członkinią Stowarzyszenia Tłumaczy Literatury.

## Wybrane przekłady

### z angielskiego
- David G. Campbell, Kryształowa pustynia, 1996
- Alberto Manguel, Moja historia czytania, 2003
- Peter Gay, Freud. Życie na miarę epoki, 2003
- Daniel Goldhagen, Niedokończony rozrachunek. Rola Kościoła katolickiego w Holokauście i niedopełniony obowiązek zadośćuczynienia, 2005
- David S. Landes, Bogactwo i nędza narodów. Dlaczego jedni są tak bogaci, a inni tak ubodzy, 2005[1]
- Robert Hughes, Goya. Artysta i jego czas, 2006[5]
- Benjamin Barber, Dżihad kontra McŚwiat, 2007
- David Ost, Klęska „Solidarności”, 2007
- Richard Sennett, Upadek człowieka publicznego, 2009
- Tony Judt, Pensjonat pamięci, 2012
- Anthony Shadid, Kamienny dom. O Bliskim Wschodzie, jakiego już nie ma, 2014
- Helen Mcdonald, J jak jastrząb, 2016[1]
- Naomi Klein, To zmienia wszystko, 2016[6]
- Justin Marozzi, Bagdad. Miasto pokoju, miasto krwi, 2017
- Hisham Matar, Powrót. Ojcowie, synowie i kraj pomiędzy nimi, 2018
- Nieoficjalny. Autobiografia Rafała Lemkina pod redakcją Donny Lee-Frieze, 2018
- Michael Walzer, Lewica. Stare błędy, nowe wyzwania, 2018[7]
- Peter Fritzsche, Żelazny wiatr. Europa pod władzą Hitlera, 2019
- Carl Friedrich, Zbigniew Brzeziński, Dyktatura totalitarna i autokracja, 2021
- John Lewis-Stempel, Szarak za miedzą. Prywatne życie pola, 2021
- Alex Christofi, Dostojewski. Portret intymny, 2021
- Peter Hessler, Pogrzebana. Życie, śmierć i rewolucja w Egipcie, 2021[1]

### z arabskiego
- Ghada As Samman, Koszmary Bejrutu, 1984[1]
- Emil Habibi, Niezwykłe okoliczności zniknięcia niejakiego Saida abu an-Nahsa z rodu Optysymistów, 1988[8]
- Dżamal al-Ghitani, Barakat, Warszawa 1990[1]
- Hatif al-Dżanabi, Pył gazeli, tłum. wraz z Małgorzatą Szyburską, 1992[9]
- Mourid Barghouti, Jestem stamtąd, jestem stąd, 2014
- Iljas Churi, Dzieci getta. Mam na imię Adam, 2021[1]
- Adania Shibli, Drobny szczegół, 2023[10]
- Adania Shibli, Dotyk, Wydawnictwo Drzazgi, 2024[11]
- Jokha Alharthi, Ciała niebieskie, 2024[12]
- Buszra Al-Maktari, Co zostawiliście za sobą?, 2025[13]

### z rosyjskiego
- Pawieł Basiński, Lew kontra święty. Historia pewnej wrogości, 2016[1][2]